# Liječnik
Liječnik je zdravstveni radnik koji je završio medicinski fakultet i stekao akademski naziv doktora medicine. Liječnik je temeljni i mjerodavni nositelj zdravstvene djelatnosti.
U mnogim državama, pa tako i u Hrvatskoj, kao preduvjet za dobivanje odobrenja za samostalan rad (licence), od liječnika se zahtjeva polaganje državnog stručnog ispita.
U Hrvatskoj studiji medicine, pa tako i veterinarske i dentalne medicine traju 6 godina. Nakon studija medicine moguće je nastaviti specijalizaciju koja traje 4 do 6 godina.
Liječnici se bave unapređenjem zdravlja, sprječavanjem bolesti, otkrivanjem bolesti, liječenjem bolesnika i medicinskom rehabilitacijom. Tijekom studija i pripravničkog staža osposobljuju se za rad na razini primarne zdravstvene zaštite, odnosno za područje opće medicine. Njihov posao uključuje dijagnosticiranje bolesti i liječenje bolesnika koji traže pomoć u ordinaciji, u kući ili na mjestu nesreće. Oni pregledavaju svoje pacijente, uzimaju anamnezu pri čemu vode računa o tjelesnim, psihičkim i socijalnim htmektima bolesti, upućuju na pretrage, tumače dobivene nalaze i na osnovi toga dijagnosticiraju bolesti i ozljede. Procjenjuju hitnost i težinu bolesnikova stanja, potrebu upućivanja na specijalističku obradbu ili bolničko liječenje te opasnosti za okolinu. Propisuju lijekove i druge načine liječenja te prate tijek bolesti i uspješnost liječenja. Radi osiguravanja cjelokupne zdravstvene skrbi surađuju s drugim liječnicima, posebno specijalistima kliničkih i drugih struka, patronažnim sestrama i sestrama u ustanovama za njegu i rehabilitaciju u kući, fizioterapeutima, socijalnim radnicima te drugim stručnjacima.

## Unutarnje poveznice
- Liječništvo u Hrvatskoj
- Odobrenje za samostalan rad liječnika

## Vanjske poveznice
|  | Zajednički poslužitelj ima još gradiva o temi Liječnici |